# هاکابی (تگزاس)
هاکابی (به انگلیسی: Huckabay) یک منطقهٔ مسکونی در ایالات متحده آمریکا است که در تگزاس واقع شده‌است.